# Трэлл
Трэлл (др.-сканд. þræll) — термин, использовавшийся в скандинавском обществе в эпоху викингов для определения социального статуса человека как раба. Трэллы были бесправным низшим сословием и использовалось в качестве домработников, разнорабочих и для сексуальных утех.
Женщины-рабыни назывались тир (þír) или амбатт (ambatt) и относились к тому же сословию трэллов. Понятия: пленение в рабство, состояние пребывания в рабстве и название самого сословия рабов имели корень трэлл.
Термин впервые упомянут римским историком Тацитом в 98 году н. э., когда он описывал обычай свеев не носить оружие, которое запиралось под охрану трэлла, и выдавалось лишь в случае вторжения.

## Этимология
Слово трэлл происходит от древнескандинавского þræll, означающего человека в оковах или в рабстве. Этот термин в дальнейшем попал в древнеанглийский язык как þræl. Соответствующее исконное обозначение раба в древнеанглийском было теов (þeow) или эсне (esne). Слово трэлл же восходит к общегерманскому *þreh- «бежать» и означало в древнескандинавском языке беглеца. В древневерхненемецком также есть аналогичное соответствие — дрегиль (dregil), «слуга, беглец».

## Социальное положение
Человек становился трэллом четырьмя путями: добровольно по причине голода; в счет долга и до момента его оплаты; оказавшись захваченным и проданным; родившись в семье трэлла. Первый вариант считался самым позорным и был запрещён в числе первых, хотя это и мало повлияло на приток трэллов, так как основным их источником служили набеги на соседние племена.
Скандинавы были весьма «демократичны» в отношении трэллов, не обращая внимания на национальность или религиозную принадлежность раба. Так, норвежцы захватывали шведов, шведы — финнов, исландцы — британцев и так далее. С христианизацией исключение стали делать лишь для христиан.
Юридически не делалось никаких различий между трэллом, рождённым таковым, и вновь обращённым. Ребенок считался трэллом, только если он родился от тир, независимо от социального статуса его отца. Если ребенок рождался от свободной женщины, то он считался свободным, даже если его отец был трэллом. Рожденные трэллом иногда назывались фострэ (fostre), то есть подопечный или приёмыш.
Существовало несколько законов, регулировавших положение трэллов. Согласно закону, трэлл не существовал как личность и являлся имуществом своего господина, который мог распоряжаться его жизнью. Исключение составляли лишь дни официально объявленных празднеств, когда за убийство своего раба хозяина наказывали ссылкой. За незаконное убийство чужого трэлла полагалось выплатить денежную компенсацию его владельцу, аналогично тому, как это делалось бы за убийство коровы или свиньи. Трэллов могли принести в жертву на похоронах вождя или, например, в рамках фестиваля коммун. Тем не менее, непризнание законом раба за человека имело для трэлла и некоторые положительные моменты. Так, если трэлл совершал кражу вместе со свободным гражданином, вся тяжесть ответственности ложилась на последнего.
Однако и владельцы трэллов несли обязанности в отношении последних. Так, хозяин должен был предоставить медицинскую помощь трэллу в случае, если он получал травму при выполнении своих обязанностей. Также существуют примеры, когда свободные граждане вступались за трэллов. Так, в 1043 году Халльвард Вебьёрссон вступился за тир перед мужчиной, обвинившим её в воровстве. И хотя результат был плачевным (их обоих убили), Халльвард был канонизирован католической церковью как защитник невинных и небесный покровитель Осло.
Как правило, трэлл не мог свидетельствовать на суде, состоять в браке, их дети принадлежали господину (за исключением случаев союза со свободной женщиной). Им также не разрешалось носить оружие, за исключением случая участия в войне против иноземных захватчиков. Трэлл не имел собственного имущества (поэтому штрафные санкции для них заменялись телесными наказаниями), хотя иногда хозяин выделял трэллу участок земли, все плоды с которого поступали в личное распоряжение трэлла. Также трэллам дозволялось продавать произведенные ими в свободное время предметы и торговать на ярмарках. Единственным ограничением являлось сумма транзакций — менее одного ортуга (др.-сканд. ortug), суммы в 1/3 унции серебра. Нередко трэлл за свою преданность становился и управляющим хозяйских владений. Однако основной его целью было выкупить себя.

## Использование и быт

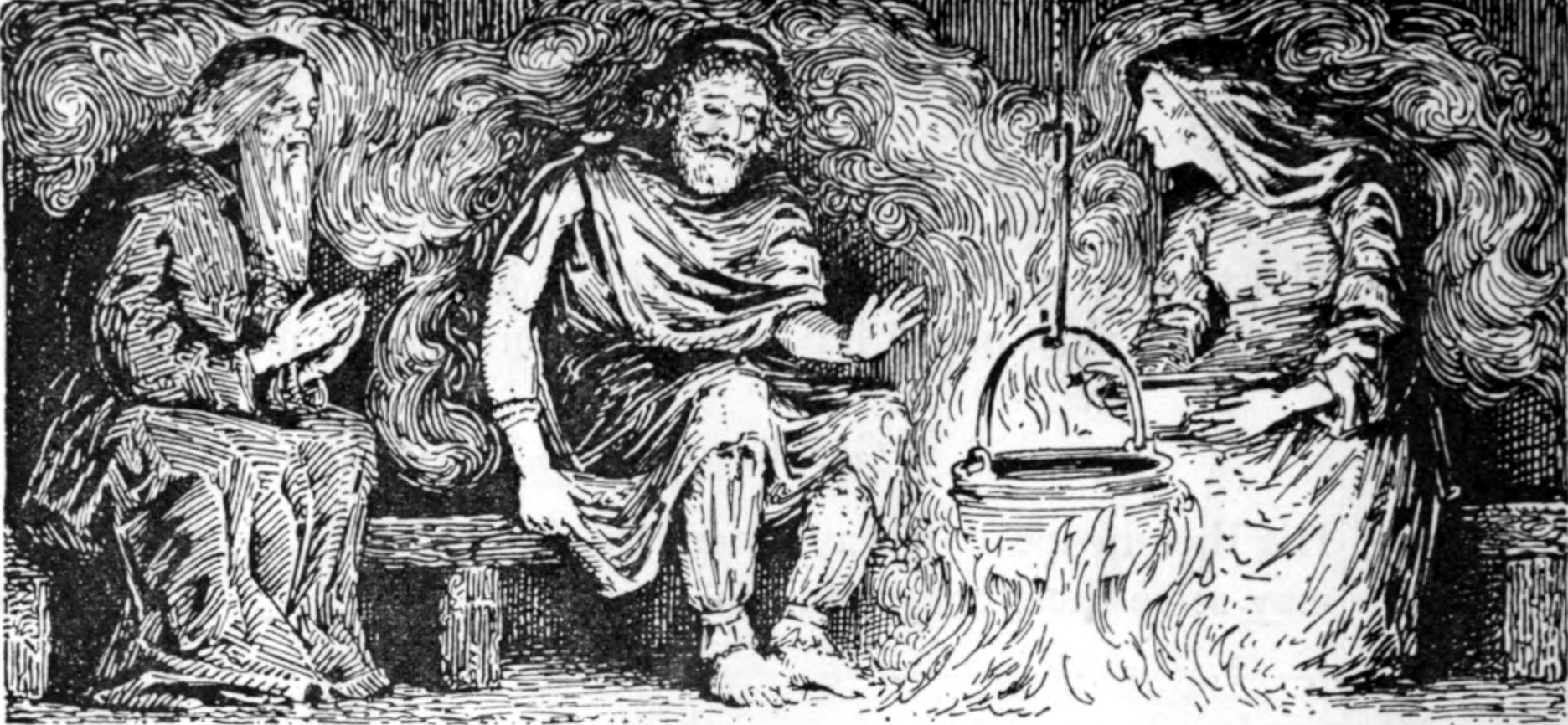
Риг в доме у прародителей трэллов, W. G. Collingwood

Отличительной чертой трэлла были ошейник и коротко стриженые волосы (тир запрещалось носить волосы ниже платка). Одеждой трэллу служила длинная рубашка из неокрашенной домотканой пряжи.
Как правило, трэллов использовали в качестве надомных рабочих и разнорабочих. Им поручалась наиболее неквалифицированная и тяжелая работа. Тир использовались дома: стирка, готовка, уборка, взбивание масла, помол зерна и соли и так далее. Иногда тир использовались в качестве наложницы, няни или персональной горничной. Трэллам доставалось хозяйство: строительство, удобрение полей, выпас скота, добыча торфа и так далее.
Подробное описание быта и занятий трэллов дано в Песне о Риге, где описывается мифическое происхождение всех трех сословий скандинавского общества от аса по имени Риг, в прозаическом предисловии отождествленного с Хеймдаллем. В песне сословие трэллов создано первым, с него начинается повествование:
|                 | Родила прабабка сына, водой окропили, он черен лицом был и назван был Трэллом. … лыко он вил, делал вязанки и целыми днями хворост носил. … Удобряли поля, строили тыны, торф добывали. кормили свиней, коз стерегли. | Jóð ól Edda jósu vatni, hörvi svartan, hétu Þræl. … bast at binda, byrðar gerva, bar hann heim at þat hrís gerstan dag. … lögðu garða, akra töddu, unnu at svínum, geita gættu, grófu torf. |  |
| — Песнь о Риге. | | |  |

## Лейсинг
Трэлл мог стать лейсингом (вольноотпущенником) (др.-сканд. leysingi) четырьмя путями: выкупив себя; будучи выкупленным третьими лицами; получив свободу в дар от своего господина (как правило, за долгую и преданную службу); убив внешнего врага на поле боя. Господин мог освободить трэлла в любое время или по завещанию.
Получение трэллом свободы носило форму инициации, так как трэлл фактически не существовал как человек для закона и не имел прав и обязанностей гражданина. В большей части Скандинавии трэлл усыновлялся своим господином. В Исландии вольноотпущенник «вводился в закон» (др.-сканд. lögleiddr).
Согласно порядку, когда трэлл заявлял о своем намерении освободиться, он должен был сначала уплатить половину своего выкупа. Оставшуюся часть выкупа он выплачивал во время церемонии, получившей название «пир свободы» (др.-сканд. frelsis-öl, дословно «эль свободной шеи»). Закон устанавливал сумму первоначального взноса в шесть унций серебра, взвешенных в присутствии минимум шести свидетелей. Вслед за предоплатой следовало устроить пир с обязательным креплёным элем. На пир официально приглашался бывший хозяин трэлла, которому полагалось почётное место. В начале пира на овцу надевали ошейник трэлла, и последний приносил овцу в жертву, отрезая ей голову, а господин снимал с шеи животного ошейник и принимал оставшуюся часть выкупа. Таким образом трэлл символически убивал своё старое асоциальное «Я», а хозяин снимал с этого «Я» символ рабства. После обряда начинался пир, где трэлл прислуживал своему господину в последний раз.
Однако, даже освободившись, бывший трэлл занимал лишь промежуточное место в социальной системе между трэллами и карлами. Его социальный статус был намного ниже, о чем свидетельствует тот факт, что вергельд за него платили вдвое меньший, чем за свободного гражданина. Вольноотпущенник оставался под полным патронажем своего бывшего владельца. На все юридически значимые действия (такие, например, как: открытие собственного дела, женитьба, смена места жительства) ему требовалось согласие своего патрона. Голосовал вольноотпущенник также в соответствии с волей патрона. Все выигранные в судебных спорах деньги он должен был делить с патроном поровну. В случае, если вольноотпущенник после смерти не оставлял наследников, патрон наследовал всё его имущество, но и в случае наличия наследников патрон получал часть имущества умершего. В обмен патрон предоставлял лейсингу поддержку (в том числе и финансовую), совет и юридическую защиту. Нарушившие правила опеки могли быть вновь обращены в трэллов за «недостаток благодарности» и возвращены бывшему хозяину. Лишь через два поколения связь с бывшими хозяевами терялась, и человек становился полностью свободным. В некоторых случаях трэлл мог получить полную свободу, сразу уплатив больший выкуп, чем того требовали правила.

## Исчезновение рабства
В конце XI века постепенно прекратились набеги викингов, сопровождавшиеся захватами рабов. В последующие века многие рабы либо сами выкупали себя из рабства, либо их освобождали по своей инициативе их хозяева, церковь или светские власти. К середине XIV века в Скандинавии рабство было отменено.